# Destierro penal

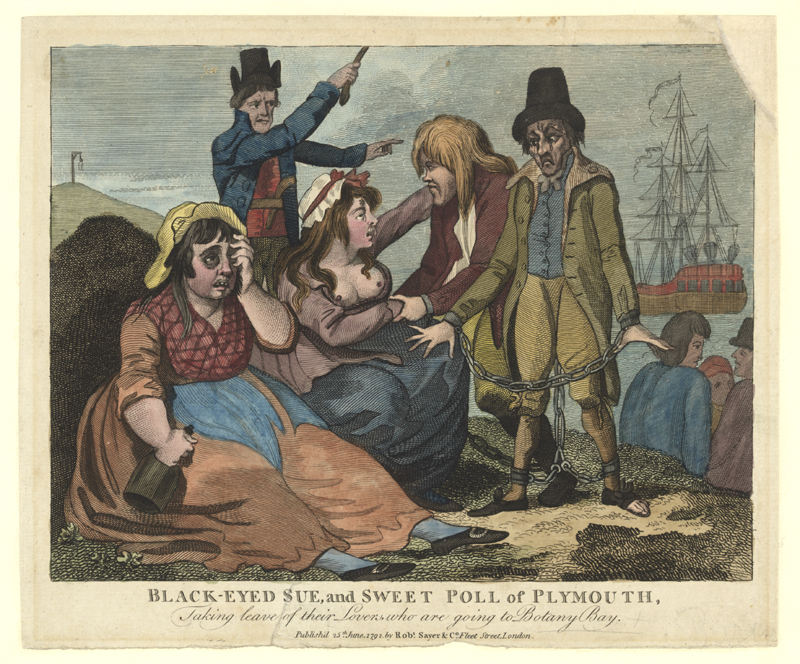
Mujeres de Plymouth llorando por el destierro de sus amantes a Botany Bay en 1792.

El destierro o transporte penal es un término referido a la deportación de criminales convictos a una colonia penal, por ejemplo, desde Francia a la isla del Diablo y por el Reino Unido desde comienzos del siglo XVII hasta la independencia de las colonias norteamericanas en la década de 1770 y posteriormente a Australia entre 1788 y 1868.

## Historia
El destierro penal era la pena para muchos crímenes de diversa gravedad en Gran Bretaña e Irlanda desde el siglo XVII hasta bien entrado el siglo XIX. La sentencia de destierro podía ejecutarse a perpetuidad o durante un período especificado. El sistema penal requería que los convictos trabajaran en las infraestructuras gubernamentales, como en la construcción de caminos y edificios, y en la minería o eran asignados para que trabajaran para individuos libres a cambio de un salario simbólico o en el cumplimiento de sus penas. Las mujeres a menudo eran relegadas a trabajos domésticos o en granjas.
En Australia un convicto que había cumplido parte de su pena podía pedir un billete de salida, que le permitía ciertas libertades para reasumir una vida normalizada, casarse y fundar una familia. Este tipo de presos en ocasiones también eran enviados a crear nuevos asentamientos coloniales, manteniéndolos al margen del resto de la sociedad. En el sistema judicial se consideraba que el exilio era un componente esencial de la penas y un elemento que desanimaba el crimen. Por otra parte el destierro también era considerada una alternativa más humana y productiva que la ejecución, que posiblemente habría sido el destino de muchos convictos.
En la India, durante el período colonial, los oponentes al gobierno británico a menudo eran desterrados a la prisión de las islas Andamán.

## Destierro anglo-irlandés a Norteamérica

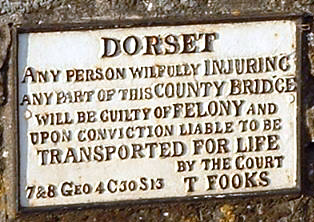
Este letrero en un puente de Dorset advierte que los daños causados al puente pueden castigar con la pena de destierro.

Las colonias británicas en Norteamérica fueron utilizadas para el destierro penal desde principios del siglo XVII hasta la independencia en 1776. Durante el siglo XVII el viaje se hacía a expensas de los convictos o de los propietarios de los barcos. El primer Acta de Transporte de 1718 permitía a los tribunales sentenciar a los convictos a siete años de destierro a América. En 1720 un anexo autorizaba el pago del estado a los mercaderes contratados para llevar a los convictos a América. Según lo establecido en el Acta de Transporte, regresar del destierro antes del cumplimiento de la pena significa la pena de muerte.
Las cárceles británicas se encontraban saturadas y en el destierro se utilizaban barcos fuera de servicio militar o comercial. En ocasiones algunos barcos eran utilizados como "prisiones flotantes". El número de convictos transportados a Norteamérica todavía no ha sido verificado con exactitud, aunque el Dr. John Dunmore Lang estima que fueron unos 50.000. Los primeros convictos desterrados a América fueron enviados a Nueva Inglaterra y la gran mayoría eran prisioneros irlandeses y escoceses. Algunos fueron vendidos como esclavos en los estados del sur.
Desde la década de 1620 hasta la guerra de la independencia, las colonias británicas en Norteamérica recibieron criminales desterrados de Inglaterra, durante un período mucho más prolongado que Australia. La independencia de los Estados Unidos de América provocó el fin de la llegada de convictos desterrados, y temiendo que en las colonias británicas de Canadá se extendiera un descontento similar a los Estados Unidos debido a la llegada de convictos, el gobierno británico buscó una nueva colonia penal en otro lugar.

## Destierro anglo-irlandés a Australia
- Véase Convictos en Australia.

En 1778 la Primera Flota partió de Inglaterra para fundar la primera colonia en Australia, así como una colonia penal asociada. La llegada a Port Jackson el 26 de enero de 1788 (actualmente considerado el día de Australia, pues se considera el día de la fundación de Sídney y del estado de Nueva Gales del Sur, así como de la Australia moderna), constituyó el punto de arranque para un reinicio del destierro penal de los convictos británicos. En 1803 Tasmania también fue convertida en colonia penal, seguido por Moreton Bay en Queensland en 1824. El envío de convictos a otras colonias y estados australianos fue más reducido o inexistente. Australia Occidental recibió convictos en 1851 para solucionar la escasez de mano de obra. Debido sobre todo al influjo de emigrantes libres durante la fiebre de oro australiana de la década de 1850, el destierro de convictos se redujo hasta concluir oficialmente en 1868. Hasta esta época los convictos y sus descendientes tenían una gran influencia en la sociedad colonial australiana.

## Destierro penal francés en laGuayana
Francia adoptó también el empleo del "destierro penal" dentro de sus sistema legal, reservando esta clase de pena para los delitos de mayor gravedad, particularmente los asesinatos. A semejanza de las motivaciones británicas, el gobierno francés consideraba necesario alejar del territorio nacional a la población penal "indeseable", estableciéndola en un territorio bajo dominio francés que fuera de fácil acceso pero lo bastante alejado de la propia Francia.
La expansión del imperio colonial francés permitió que el "destierro penal" fuera aplicado por Francia en su colonia de Guayana (denominada antiguamente con el nombre de Cayena, su capital). Los "Presidios de Cayena" eran de fácil acceso para los buques franceses pero estaban muy alejados de la metrópoli, haciendo muy difícil un escape exitoso de los reos. En 1858, bajo el Segundo Imperio Francés, empieza a aplicarse el "destierro penal" en Cayena pero es bajo la Tercera República Francesa que este sistema se expande masivamente, al construirse nuevas instalaciones carcelarias en las Islas de la Salvación, un archipiélago situado frente a las costas de la Guayana Francesa.
Desde 1870 las Islas de la Salvación se convirtieron en un gigantesco centro penitenciario que llegó a alojar miles de individuos en simultáneo, teniendo sus principales cárceles en una de las islas, llamada la Isla del Diablo por el atroz sufrimiento de los reos. El clima tropical y sus enfermedades características, junto con la insalubridad y el hacinamiento de las cárceles causaron que la tasa de mortalidad entre los prisioneros fuera muy alta. De hecho, un rasgo del sistema francés consistía en que, a diferencia de lo ocurrido en Gran Bretaña, no se esperaba que el condenado se convirtiese en colono sino que se le mantenía como presidiario. Pese a esto, las leyes francesas ordenaban que, al cumplir la pena, el reo debía quedarse en la Guayana por un periodo igual al de su condena, pero si ésta sumaba más de ocho años le estaba prohibido volver a Francia.
La deportación de presos abarcó también delitos políticos, incluyendo anarquistas, y la Isla del Diablo tuvo como uno de sus más célebres prisioneros a Alfred Dreyfus, el oficial de artillería acusado falsamente de traición. Para la década de 1920 las terribles condiciones de las cárceles guyanesas eran ya muy conocidas en Francia y en 1938 cesó el envío de presos a la Guayana. Para entonces se había aplicado "destierro penal" a unos 80,000 presos, habiendo perecido miles de ellos.  
En 1946, el gobierno de la Cuarta República Francesa dejó legalmente sin efecto el "destierro penal", y en 1952 cerró las prisiones de la Guayana y repatrió a los reos aún encerrados allí, aunque muchos de ellos prefirieron quedar libres para residir en Guayana a cambio de no volver jamás a Francia.